# Haemanthus pumilio
Espèce
Haemanthus pumilio est une espèce de plantes monocotylédones de la famille des Amaryllidaceae, sous-famille des Amaryllidoideae, endémique de la province de Cap occidental en Afrique du Sud et en danger d'extinction.
Ce sont des plantes herbacées bulbeuses, au bulbe subglobuleux d'environ 2,5 cm de diamètre. L'inflorescence en ombelle compacte, entourée de bractées colorées, regroupe de 5 à 6 fleurs. Elle est portée par un pédoncule mince et robuste d'environ 5 cm de long.
Les fleurs tubulaires au périanthe blanc ont un tube court et des lobes étalés et sont portés par des pédicelles de 1,25 à 2 cm de long.
Les étamines et le style sont exsertés.
Les feuilles, allongées, glabres, au nombre de deux, apparaissent et se développent après la floraison et atteignent 10 à 12 cm de long sur 1,25 cm de large.
Cette espèce a été classée dans la « liste rouge des plantes sud-africaines (Red List of South African plants) par l'Institut national sud-africain de la biodiversité (SANBI, South African National Biodiversity Institute).
Ce classement se justifie par la raréfaction de l'espèce, dont 66 % de l'habitat et des populations connues ont disparu au cours des 90 dernières années. On n'en connaît plus que deux stations comptant environ 2000 individus. La seule station viable se situe dans la réserve Duthie, une des rares zones subsistantes de renosterveld naturel, située dans le campus de l'université de Stellenbosch ; elle comptait encore 1048 individus en fleurs en 1992. Il n'en subsiste que 60 en 2017.
Les principaux facteurs de menace pesant sur cette espèce sont la collecte à des fins horticoles, le régime des incendies et la prédation par les sauterelles et les rongeurs, mais aussi la disparition de son habitat et la concurrence exercée par des plantes envahissantes telles que Acacia saligna.